# Герасимов, Яков Фёдорович
Я́ков Фёдорович Гера́симов (род. 12 августа 1946) — советский и российский дипломат.

## Биография
Окончил Московский государственный институт международных отношений (МГИМО) МИД СССР (1974).
- С декабря 1996 по январь 1998 года — чрезвычайный и полномочный посол Российской Федерации в Боснии и Герцеговине[1].
- С 1998 года — советник-посланник Посольства России в Союзной Республике Югославии.
- С 29 января 2007 по 30 марта 2011 года — чрезвычайный и полномочный посол Российской Федерации в Черногории[2][3].

## Дипломатический ранг
- Чрезвычайный и полномочный посланник 2 класса (9 июля 1998)[4].
- Чрезвычайный и полномочный посланник 1 класса (13 сентября 2010)[5].

## Награды
- Медаль ордена «За заслуги перед Отечеством» II степени (12 ноября 1999) — За большой личный вклад в политическое урегулирование кризиса вокруг Косово и активное участие в проведении линии Российской Федерации на Балканах[6].

## Семья
Женат, имеет дочь.